# Goldkrone (Münze)

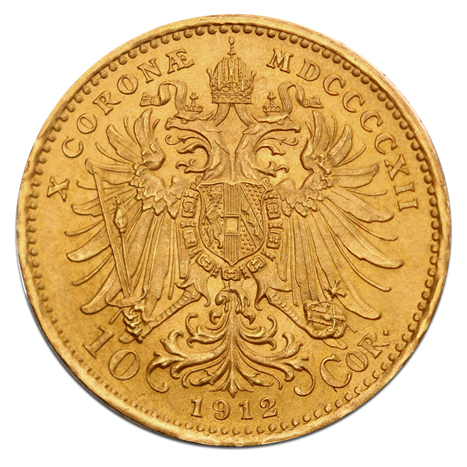
Wertseite einer 10 Kronen-Münze aus dem Prägejahr 1912.

Goldkrone war die Bezeichnung für die ehemalige österreichisch-ungarische Goldstandardwährung von 1892 bis 1914 (1923). Insbesondere wurde der Begriff „Goldkrone“ nur auf die geprägten  Goldmünzen angewendet. Die Goldmünzen unterlagen im praktischen Zahlungsverkehr oft einem heimlichen Agio (Aufgeld), da ihre Häufigkeit im praktischen Geldumlauf im Vergleich zum Papiergeld sichtbar geringer war. Banknoten wurden daher häufig auch schon vor 1915 als „Papierkronen“ bezeichnet und deren Umwechslung war bis zum Beginn des Ersten Weltkriegs auf den Staatskassen in Wien und Budapest gesetzlich nur in „Metallgeld“ garantiert, was dann – entsprechend Kassenlage – auch Silber-, Neusilber- und Bronzescheidegeld sein konnte. Die Goldkronen-Währung löste die vormalige Guldenwährung auf Silberstandardbasis ab.
Es galten ab 1892:
- 1 alter Gulden (Forint) = 2 neue Kronen (Korona).
- 1 Krone (Korona, ungarische Bezeichnung) = 100 Heller (Fillér)
- 1 Goldkrone entsprach dem Gegenwert über die Goldparität verglichen von 0,85 zur Goldmark.

Es gab Goldmünzen im Werte von 10, 20 und 100 Kronen bis 1914 im Bargeldumlauf.
Vor der Einführung der Goldkrone war der Dukat in Österreich die vorherrschende Goldmünze. Auch nach dem Übergang zur Goldkrone hat der Dukat als Handelsmünze weitergelebt und wird noch heute – wie die 10-, 20- und 100-Goldkronenstücke – mit der Jahreszahl 1915 als Bullionmünze nachgeprägt.
Die ab 1857 bis 1871 im Deutschen Zollverein gemeinsam geprägte goldene „Vereinsmünze“ zu 50 Stück ein Pfund fein wurde auch als Goldkrone bezeichnet. Sie setzt sich aber nicht als Goldstandardwährung in Deutschland und Österreich durch. In Deutschland hießen allerdings die neuen goldenen 10-Markstücke von 1871 bis 1914 offiziell wiederum "Krone". 